# Yeatmanite
La yeatmanite è un minerale.